# Friendship (Arkansas)
Friendship è un comune degli Stati Uniti d'America, situato in Arkansas, nella contea di Hot Spring.